# Kasra Nouri
Kasra Nouri (persa:کسری نوری; Shiraz, 27 de junio de 1990, es un jurista y activista político iraní. Es el editor en jefe del sitio web "Majzooban-e noor" que cubre noticias sobre la comunidad religiosa derviche. Nouri también fue arrestado por última vez con su familia durante las protestas derviches de 2018 y condenado a 12 años de prisión y 148 latigazos. Apoyó a Mehdi Karroubi (candidato presidencial) en las elecciones presidenciales iraníes de 2009.
El periodista iraní Kasra Nouri fue arrestado en febrero de 2018 mientras cubría protestas religiosas para el sitio web Majzooban-e-Noor, que cubre noticias sobre los derviches de Gonabadi, un grupo disidente sufí. Está cumpliendo una condena de 12 años por cargos contra el Estado en la prisión de Adel-Abad, cerca de la ciudad central de Shiraz, después de haber estado recluido inicialmente en la Penitenciaría Mayor de Teherán. El Tribunal de Apelaciones de Teherán confirmó su sentencia en marzo de 2019.
Durante las protestas de los derviches de 2018, fue arrestado junto con su madre Shokoufeh Yadollahi y sus hermanos Pouria Nouri y Amir Nouri.